# Мамула, Бранко
Бранко «Джуро» Мамула (сербохорв. Бранко «Ђуро» Мамула / Branko «Đuro» Mamula, 30 мая 1921 — 19 октября 2021) — югославский сербский военачальник, адмирал Военно-морского флота СФРЮ, Министр обороны СФРЮ с 1982 по 1988 годы.

## Биография
Родился 30 мая 1921 в Кордуне близ Вргинмоста. Член СКМЮ (Союза коммунистической молодёжи Югославии) с 1940 года, член КПЮ с 1942 года. С 1941 года участвовал в Народно-освободительной войне Югославии. В годы войны занимал должности политрука батальона, бригады, прибрежной военной зоны и морской зоны Северной Адриатики. По окончании войны занимал различные должности в ВМС Югославии: политрук флота и морской зоны, помощник главнокомандующего ВМС, начальник управления ВМС, руководитель военно-морских зон, Министр обороны (с 1982 по 1988 годы). В 1981 году участвовал в подавлении беспорядков в Косове.
В 1983 году получил звание адмирала флота, возглавив ВМС Югославии. В мае 1988 года отправился на пенсию. Был награждён рядом медалей и орденов: Орден Югославской звезды, Орден Югославской Народной Армии, Орден Труда, Орден Военных заслуг и другими. До 1991 года проживал в Опатии, однако после начала Гражданской войны и выхода Хорватии из состава СФРЮ перебрался в Котор. На его доме с 1991 года висит табличка на английском языке «Mamula is gone» (с англ. — «Мамула уехал»). С 2007 года проживал в черногорском Тивате. Автор нескольких книг.
Скончался 19 октября 2021 года.

## Книги
Написал следующие книги:
- Военно-морской флот на больших и малых морях // Морнарица на великим и малим морима. 1975, 1978, 1979.
- Югославская катастрофа // Случај Југославија. Подгорица, 2000.

## Награды
- Орден Черногорского флага[серб.] I степени (Черногория, 2021)[5].